# 몰니야 궤도

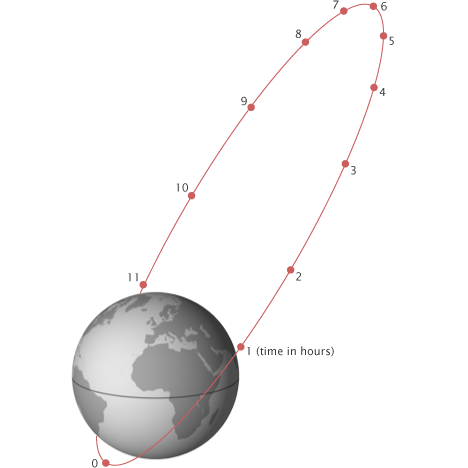
몰니야 궤도를 보여주는 그림. 일반적으로 근지점 +2시간에서 근지점 +10시간까지 북반구와 통신할 때 사용된다.

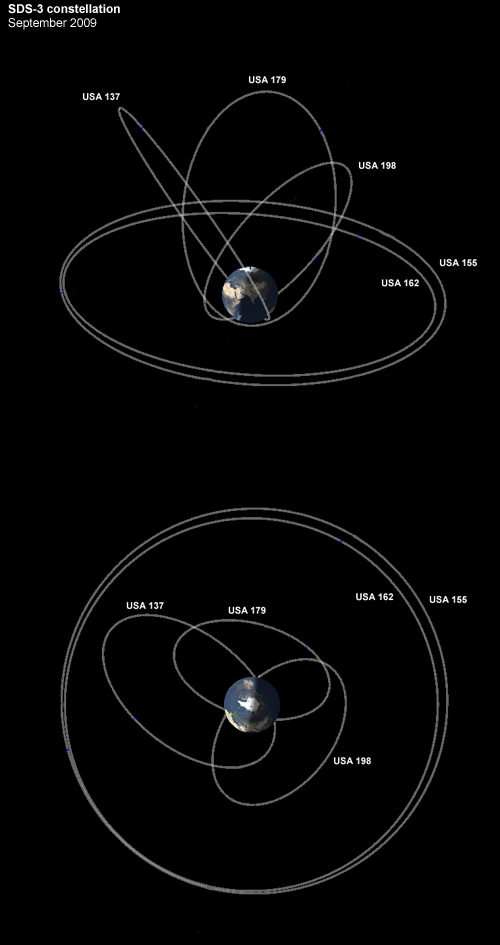
SDS 위성군은 정지 궤도와 몰니야 궤도를 혼합하여 운용하는 위성군이다. 몰니야 궤도 위성군은 서로 다른 궤도면에 위치한 세 개의 위성으로 구성되며, 이들의 원지점 고도는 정지 궤도 위성과 유사하다.

몰니야 궤도(Molniya orbit, 러시아어: Молния 러시아어 발음: [ˈmolnʲɪjə] 뜻: "번개")는 고위도 지역에서 통신 및 원격 탐사를 위한 커버리지를 제공하도록 설계된 위성 궤도의 일종이다. 이 궤도는 이심률이 매우 큰 타원 궤도를 그리며, 궤도 경사는 63.4도, 근점 편각은 270도이며, 궤도 주기는 지구 항성일의 약 절반에 해당한다. 이 이름은 1960년대 중반부터 이 궤도를 사용한 소련 및 러시아의 민간 및 군사 통신 위성 시리즈인 몰니야 위성에서 유래하였다. 몰니야 궤도의 변형으로는 궤도 주기가 항성일의 1/3에 해당하는 Three Apogee(TAP) 궤도가 있다.
몰니야 궤도는 특정 부분의 반구 상공에서 오랜 시간 머무르며, 그 반대쪽에서는 매우 빠르게 이동한다. 실제로 이 궤도는 대부분의 시간을 러시아나 캐나다 상공에 머물게 된다. 이러한 고위도 지역을 대상으로 하는 통신 및 감시 위성에 몰니야 궤도는 높은 시야각을 제공해 준다. 적도 상공을 중심으로 하는 정지 궤도 위성은 이들 고위도 지역을 낮은 시야각으로만 관측할 수 있어 성능이 제한된다. 실질적으로 몰니야 궤도 위성은 고위도 지역에서 정지 궤도 위성이 적도 지역에서 수행하는 역할을 대신하지만, 연속적인 커버리지를 위해서는 여러 개의 위성이 필요하다.
몰니야 궤도에 투입된 위성은 텔레비전 방송, 통신, 군사 통신, 신호 중계, 기상 관측, 조기 경보 체계, 기밀 정찰 등의 목적으로 사용되었다.

## 역사
몰니야 궤도는 1960년대에 소련 과학자들에 의해 발견되었으며, 정지 궤도의 대안으로 고위도 통신을 가능하게 하기 위해 개발되었다. 정지 궤도는 높은 근지점 궤도 진입과 적도 상공 궤도 진입을 위한 궤도 경사 변경에 많은 에너지를 필요로 하는데, 이는 고위도인 러시아에서 발사하는 것에 비효율적이었다. 이에 따라 OKB-1 설계국은 에너지 소모가 적은 대안 궤도를 모색하였으며, 연구 결과 큰 이심률을 가진 타원 궤도를 통해 러시아 영토 상공을 원지점으로 해서 도는 궤도가 가능하다는 결론에 이르렀다. ‘몰니야’라는 이름은 위성이 근지점을 매우 빠르게 '번개'처럼 통과하는 모습에서 착안된 것이다.
몰니야 궤도를 처음 사용한 위성은 같은 이름을 가진 몰니야 위성 시리즈였다. 1964년의 두 차례 발사 실패와 한 차례 위성 고장 이후, 최초의 성공적인 위성인 몰니야 1-1이 1965년 4월 23일 발사되었다. 초기의 몰니야-1 위성은 민간 텔레비전 방송, 통신, 장거리 군사 통신에 사용되었으며, 기상 관측용 카메라도 탑재되어 있었고, 제니트 정찰 위성을 위한 맑은 지역 판별에도 사용되었을 가능성이 있다. 원래의 몰니야 위성은 궤도 섭동으로 인해 약 1.5년의 수명을 가지고 있었으며, 지속적인 체가 필요하였다.
후속 위성인 몰니야-2 시리즈는 군사 및 민간 방송을 동시에 제공하였으며, 소련 전역을 연결하는 텔레비전 네트워크인 오르비타(Орбита) 구축에 활용되었다. 이후 이들은 몰니야-3 설계로 대체되었다. 마약(Маяк)이라는 위성이 1997년에 몰니야 위성을 보완하거나 대체할 목적으로 설계되었으나, 프로젝트는 취소되었고, 몰니야-3 위성은 메리디안 위성으로 대체되었으며, 첫 발사는 2006년에 이루어졌다. 미국의 로켓 발사를 감시하는 소련의 조기 경보 위성인 US-K 위성은 1967년부터 오코(Oko) 체계의 일환으로 몰니야 궤도에 발사되었다.

1971년부터는 미국의 군사 위성 점프시트(Jumpseat)와 트럼펫(Trumpet)이 몰니야 궤도로 발사되었으며, 이들이 소련 몰니야 위성의 통신을 가로채는 데 사용되었을 가능성도 제기되었다. 두 프로젝트에 대한 상세 정보는 2019년 기준으로 여전히 기밀 상태이다. 이후 미국은 SDS 위성 군집을 운용하으였며, 몰니야 및 정지 궤도 위성을 혼합하여 사용하였다. 이 위성들은 저궤도 위성으로부터의 신호를 미국 지상 기지로 중계하는 데 사용었되으며, 1976년부터 지금까지 다양한 방식으로 운용되고 있다. 러시아에서는 고위도 통신을 위한 위성군 튤판(Tyulpan)이 1994년에 설계되었으나, 계획 단계를 넘어서지는 못하였다.
2015년과 2017년에는 툰드라(Tundra)라는 명칭의 위성 두 기가 몰니야 궤도로 발사되었으며, 이들은 러시아의 EKS 조기 경보 체계의 일환으로 운용되고 있다.

## 활용

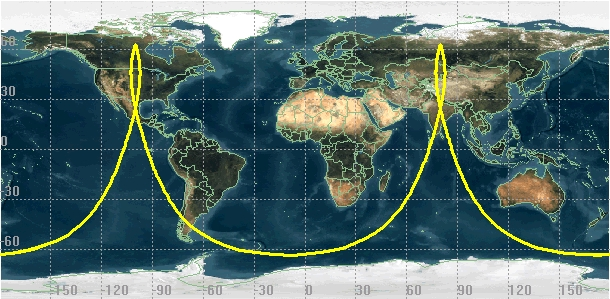
몰니야 궤도의 지상 궤적. 궤도상에서 실질적인 운용이 이루어지는 구간(원지점을 기준으로 양쪽으로 각각 약 4시간 동안) 동안 위성은 북위 55.5도 이상에 위치한다. 이는 예를 들어 스코틀랜드 중부, 모스크바, 허드슨만 남부에 해당하는 위도이다. 이 궤도를 도는 위성은 대부분의 시간을 북반구 상공에서 보내며, 남반구는 빠르게 통과한다.

구 소련의 대부분 지역, 특히 러시아는 북반구의 고위도에 위치해 있다. 정지 궤도 위성으로 이러한 지역에 방송을 송신하기 위해서는 고도각이 낮아짐에 따라 더 긴 거리, 대기 감쇠 효과 및 더 많은 송신 전력이 필요하다. 북위 81도 이상의 위치에서는 정지 위성을 전혀 볼 수 없으며, 일반적으로 고도각이 10도 이하일 경우 통신 주파수에 따라 통신 품질에 문제가 발생할 수 있다.
몰니야 궤도의 위성은 이러한 지역에서 통신을 위해 보다 적합하다. 이는 궤도의 상당 기간 동안 북반구 상공을 거의 수직에 가까운 각도로 내려다볼 수 있기 때문이다. 원지점 고도가 약 40,000킬로미터에 이르며, 원지점 위성의 직하점이 북위 63.4도에 위치해 있어 러시아뿐 아니라 북유럽, 그린란드, 캐나다 등 북반구 고위도 지역에서도 탁월한 가시성을 확보할 수 있다.

몰니야 궤도 위성은 특히 고위도에서 발사할 경우 정지 궤도 위성에 비해 훨씬 적은 발사 에너지를 필요로 하지만, 다음과 같은 단점이 존재한다. 지상국은 위성을 추적할 수 있도록 지향식 안테나를 사용해야 한다. 또한 위성 간 통신 링크 전환이 필요하다. 위성과의 거리 변화로 인해 신호 세기에 변동이 생기고 빈번한 궤도 유지 제어가 필요하다. 위성은 하루에 4번 반 앨런 복사대를 통과하며 방사선에 노출되기도 한다.

### 남반구 적용 제안
근지점을 90도로 설정한 유사 궤도를 사용하면 남반구 고위도 지역에 대한 커버리지를 확보할 수 있다. 남극 브로드밴드 계획(Antarctic Broadband Program)이라는 위성 군집 구상이 이러한 궤도(역 몰니야 궤도)를 이용해 남극의 연구 시설에 광대역 인터넷 서비스를 제공하려 하였다. 이 계획은 현재는 해체된 호주 우주 연구 프로그램(Australian Space Research Programme)의 지원을 받아 초기 개발 단계에 진입했으나, 최종적으로 실현되지는 못하였다.